# Cronologia della seconda guerra mondiale (1942)
Questa cronologia della seconda guerra mondiale contiene gli eventi militari, politici e diplomatici inerenti alla seconda guerra mondiale e fatti collegati, dal 1º gennaio al 31 dicembre 1942.

## 1942

### Gennaio
- 1º gennaio - Durante la Conferenza di Arcadia viene utilizzata ufficialmente per la prima volta la dicitura Nazioni Unite per indicare il patto tra gli Alleati.
- 2 gennaio - Manila viene catturata dalle forze giapponesi.
- 7 gennaio - Inizia l'assedio della penisola di Bataan, nelle Filippine.
- 11 gennaio - Kuala Lumpur viene catturata dalle forze giapponesi.
Battaglia di Tarakan: truppe giapponesi sbarcano lungo la costa occidentale del Borneo.
- 13 gennaio - I tedeschi lanciano l'operazione Paukenschlag, una serie di attacchi degli U-Boot lungo la costa orientale degli Stati Uniti.
- 15 gennaio - Viene costituito l'American-British-Dutch-Australian Command per coordinare le forze alleate dislocate nel sud-est asiatico; Archibald Wavell ne è il primo comandante.
- 20 gennaio - Alla Conferenza di Wannsee di Berlino viene predisposta la "soluzione finale della questione ebraica".
Truppe giapponesi e thailandesi invadono in forze la Birmania: inizia la conquista del paese.
- 21 gennaio - Il contrattacco delle truppe italiane e tedesche davanti El Agheila, in Libia, obbliga ad un arretramento i reparti britannici.
- 23 gennaio - Gli stati sudamericani (eccetto Argentina e Cile) rompono le relazioni diplomatiche con i paesi dell'Asse.
Truppe giapponesi invadono l'isola di Nuova Britannia: inizia la battaglia di Rabaul
- 24 gennaio - Battaglia di Balikpapan: navi statunitensi infliggono gravi perdite a un convoglio di rifornimenti giapponese davanti alla costa meridionale del Borneo.
- 25 gennaio - La Thailandia dichiara guerra agli Stati Uniti e alla Gran Bretagna.
- 26 gennaio - Le prime truppe statunitensi arrivano in Europa prendendo posizione in Irlanda del Nord.
- 29 gennaio - Le truppe italo-tedesche riconquistano Bengasi, in Libia; il fronte si stabilizza.
- 31 gennaio - Caduta della Malesia.

### Febbraio
- 4 febbraio - Battaglia dello Stretto di Makassar: aerei giapponesi attaccano una formazione navale alleata nel Mar di Bali danneggiando due incrociatori.
- 11 - 12 febbraio - Operazione Cerberus: una flottiglia di navi della Kriegsmarine con partenza da Brest, Francia, con relativo supporto aereo (Operazione Donnerkeil, raggiungono i porti sicuri in Germania e Danimarca attraverso la Manica, senza nessuna perdita.
- 13 febbraio - Battaglia di Palembang: truppe anfibie e aerotrasportate giapponesi danno il via all'invasione di Sumatra.
- 15 febbraio - Caduta di Singapore: le truppe giapponesi conquistano la città, ribattezzata Shōnan-tō e catturarono oltre 80.000 prigionieri britannici.
- 18 febbraio - Battaglia dello Stretto di Badung: una squadra navale olandese e statunitense tenta di intercettare le navi giapponesi intente a sbarcare truppe sull'isola di Bali, ma è respinta con perdite.
- 19 febbraio - Bombardamento di Darwin: circa 150 aeroplani giapponesi bombardano Darwin, in Australia.
Il presidente Roosevelt firma l'Ordine Esecutivo 9066: tutti i residenti di origine giapponese presenti sul territorio statunitense devono essere rinchiusi in appositi campi di concentramento.
- 25 febbraio - Offensiva dell'Armata Rossa sul Fronte orientale; accerchiamento di sei divisioni tedesche nella sacca di Demjansk.
- 27 febbraio - I giapponesi sconfiggono la flotta dell'ABDA Command nella battaglia del Mare di Giava.
La vecchia portaerei statunitense USS Langley è affondata da aerei giapponesi al largo di Giava.
- 28 febbraio - Comincia l'invasione giapponese dell'isola di Giava.

### Marzo
- 1º marzo - Battaglia dello Stretto della Sonda e seconda battaglia del Mare di Giava: due squadre di navi alleate che cercano di lasciare Giava sono attaccate e completamente annientate dalle unità giapponesi.
Offensiva sovietica in Crimea.
- 5 marzo - Batavia, capitale delle Indie Orientali Olandesi, è occupata dai giapponesi.
- 8 marzo - Sbarchi di truppe giapponesi a Lae e Salamaua, lungo la costa orientale della Nuova Guinea: inizia la campagna della Nuova Guinea.
- 9 marzo - Giava si arrende ai giapponesi; fine della campagna delle Indie orientali olandesi.
I giapponesi prendono Rangoon, capitale della Birmania.
- 14 marzo - Sbarchi di truppe giapponesi nelle isole Salomone.
- 22 marzo - Seconda battaglia della Sirte: un convoglio di rifornimenti britannico diretto a Malta subisce dure perdite a opera delle forze aeronavali dell'Asse.
- 28 marzo - Operazione Chariot: grande raid delle forze speciali britanniche contro il porto di Saint-Nazaire, nella Francia occupata.
I resti della guarnigione olandese di Sumatra si arrendono ai giapponesi.

### Aprile
- 2 aprile - Giunge al premier britannico Winston Churchill una lettera del presidente F.D. Roosevelt in cui si preannuncia l'arrivo nella capitale britannica di Harry Hopkins, consigliere del presidente sulla politica estera, e del generale George Marshall, capo di stato maggiore dell'esercito, per discutere piani dettagliati per l'apertura di un secondo fronte in Europa.
- 3 aprile - Le forze giapponesi iniziano l'assalto finale contro le forze americane e filippine arroccate nella penisola di Bataan.
- 5 aprile - Incursione giapponese nell'Oceano Indiano: attacchi aerei giapponesi su Ceylon.
- 9 aprile - Caduta di Bataan e inizio della Marcia della morte di Bataan.
- 18 aprile - Prima incursione aerea su Tokyo ("raid di Doolittle") da parte delle forze statunitensi.
- 21 aprile - Sacca di Demjansk: le truppe tedesche di soccorso sbloccano le divisioni accerchiate; apertura di un corridoio di collegamento con la sacca.
- 29 aprile - Incontro tra Hitler e Mussolini a Salisburgo; tra le altre cose, viene deciso il rafforzamento del contingente italiano inviato in Russia (la futura 8ª Armata).

### Maggio
- 6 maggio - A Corregidor, le ultime forze americane e filippine si arrendono alle forze giapponesi.
- 8 maggio - La battaglia del Mar dei Coralli si conclude con pesanti perdite per la flotta statunitense, ma i giapponesi rinunciano ai loro piani di sbarco in Nuova Guinea.
- 12 maggio - Seconda battaglia di Char'kov: offensiva sovietica in direzione di Char'kov.
- 16 maggio - Caduta della Birmania.
- 17 maggio - Seconda battaglia di Char'kov: controffensiva delle Panzer-Division tedesche.
- 26 maggio - Battaglia di Ain el-Gazala: grande offensiva delle forze italo-tedesche del generale Rommel sul fronte libico.
- 27 maggio - Operazione Anthropoid: assassinio del generale Reinhard Heydrich.
- 27 maggio-11 giugno: Battaglia di Bir Hacheim.
- 28 maggio - Il Messico dichiara guerra a Germania, Italia, e Giappone.
- 29 maggio - Bombardamento giapponese di Sydney.
- 30 maggio - Bombardamento britannico con 1000 bombardieri su Colonia (operazione Millennium)
- 30 maggio - Seconda battaglia di Char'kov: si conclude la battaglia con la netta vittoria della Wehrmacht; disastrosa sconfitta sovietica.

### Giugno
- 3 giugno - Attacco giapponese in Alaska.
- 4 giugno - Operazione Anthropoid: muore, per i postumi dell'attentato del 27 maggio, Reinhard Heydrich a Praga.
- 4 giugno - 7 giugno - Battaglia delle Midway tra le forze navali statunitensi e quelle giapponesi. Grande vittoria della United States Navy; i giapponesi perdono quattro portaerei di squadra.
- 7 giugno - Forze giapponesi invadono le Isole Aleutine.
- 9 giugno - Il villaggio di Lidice viene distrutto e tutti i suoi abitanti massacrati come rappresaglia per la morte di Reinhard Heydrich.
- 12-16 giugno - Battaglia di mezzo giugno: le forze aeronavali dell'asse bloccano due tentativi di rifornimento di Malta infliggendo dure perdite alle forze alleate.
- 13-14 giugno - Battaglia di Ain el-Gazala: pesante sconfitta delle brigate corazzate britanniche durante una serie di scontri nel deserto contro le Panzer-Division tedesche.
- 21 giugno - Vittoria delle forze italo-tedesche del generale Rommel in Africa settentrionale: caduta di Tobruk e cattura di oltre 30.000 prigionieri britannici.
- 28 giugno - Inizia l'operazione Blu, la grande offensiva generale della Wehrmacht nel settore meridionale del Fronte orientale

### Luglio
- 1º luglio - 31 luglio - Prima battaglia di El Alamein tra le forze italo-tedesche e quelle britanniche.
- 5 luglio - Operazione Blu; le divisioni corazzate tedesche raggiungono Voronež; violenti contrattacchi sovietici
- 9 luglio - Fine dell'assedio di Sebastopoli; le truppe tedesche del generale Erich von Manstein conquistano la fortezza sovietica.
- 12 luglio - Eccidio di Podhum.
- 13 luglio - Gli U-Boot tedeschi affondano tre mercantili nel Golfo di San Lorenzo.
- 14 luglio - Operazione Blu; le forze tedesche occupano Millerovo e Vorošilovgrad; ritirata generale dell'Armata Rossa
- 16 luglio - Per ordine di Pierre Laval, primo ministro del governo della Francia di Vichy, la polizia francese arresta 13.000-20.000 ebrei.
- 17 luglio - Le truppe tedesche della 6. Armee del generale Friedrich Paulus raggiungono la grande ansa del fiume Don; inizia la battaglia di Stalingrado
- 19 luglio - Battaglia dell'Atlantico: il Grandammiraglio Karl Dönitz ordina ai propri U-Boot di ritirarsi dalle coste americane.
- 22 luglio - Inizia la sistematica deportazione degli ebrei dal Ghetto di Varsavia ai campi di concentramento.
- 25 luglio - Si conclude la seconda battaglia di Rostov; Le truppe tedesche occupano la città e aprono la strada verso il Kuban' e il Caucaso.
- 27-30 luglio - Battaglia di Stalingrado: falliscono i contrattacchi delle forze corazzate sovietiche sferrati nell'ansa del Don per fermare l'avanzata tedesca.

### Agosto
- 5 agosto - Le forze tedesche del Gruppo d'armate A conquistano Stavropol'.
- 7 agosto - Inizio della battaglia di Guadalcanal: i marines statunitensi iniziano la prima azione offensiva della guerra nel Pacifico, sbarcando a Guadalcanal, nelle Isole Salomone.
- 7-11 agosto - Battaglia di Kalač: le truppe corazzate tedesche della 6. Armee del generale Paulus distruggono le forze sovietiche nell'ansa del Don e riprendono l'avanzata verso Stalingrado.
- 9 agosto - I tedeschi del generale Ewald von Kleist entrano a Majkop e occupano la regione petrolifera
- 14 agosto - Battaglia del Caucaso; i tedeschi occupano Krasnodar
- 19 agosto - Raid su Dieppe, fallito tentativo di sbarco in Francia da parte delle forze Alleate.
- 21 agosto - Le truppe da montagna tedesche raggiungono la vetta dell'Elbrus, la montagna più alta del Caucaso
- 22 agosto - Il Brasile dichiara guerra alla Germania e all'Italia.
- 23 agosto - Battaglia di Stalingrado: i reparti corazzati di punta della 6. Armee del generale Paulus raggiungono il Volga nei sobborghi settentrionali di Stalingrado; la città subisce un disastroso bombardamento aereo a tappeto della Luftwaffe.
- 24 agosto - Carica di Isbuscenskij.
- 24-30 agosto - Contrattacchi sovietici a Stalingrado; l'avanzata tedesca dai sobborghi settentrionali viene fermata.

### Settembre
- 10 settembre - Sbarco britannico in Madagascar.
- 10 settembre - Battaglia di Stalingrado: le truppe tedesche della 4. Panzerarmee del generale Hermann Hoth raggiungono il Volga nella periferia meridionale di Stalingrado.
- 13 settembre - Battaglia di Stalingrado: inizia il primo attacco frontale della 6. Armee del generale Paulus all'interno dell'area urbana della città: strenua resistenza delle truppe sovietiche del generale Vasilij Čujkov.
- 13-14 settembre - Operazione Daffodil
- 23 settembre - Antananarivo è occupata dai britannici.
- 27 settembre - Battaglia di Stalingrado: inizio degli attacchi della 6. Armee tedesca nell'area industriale settentrionale di Stalingrado; i combattimenti in questo settore della città continuano con esito alterno fino al 5 ottobre.

### Ottobre
- 11 ottobre - Battaglia di Capo Esperance: a nord-est di Guadalcanal la flotta americana intercetta la flotta giapponese con rifornimenti e truppe destinate alla difesa dell'isola.
- 14 ottobre - Battaglia di Stalingrado: grande attacco della 6. Armee nel settore industriale settentrionale di Stalingrado; violenti e sanguinosi combattimenti all'interno delle grandi fabbriche metallurgiche.
- 17 ottobre - Carica di Poloj.
- 18 ottobre - Battaglia di Stalingrado: i sovietici riescono a fermare l'avanzata tedesca nel settore delle grandi fabbriche.
- 20 ottobre - Termina il lungo assedio delle forze dell'Asse contro l'isola di Malta.
- 23 ottobre - Inizio della Seconda battaglia di El Alamein.
- 24 ottobre - Battaglia di Stalingrado: a causa delle continue perdite, la 6. Armee tedesca è costretta a sospendere momentaneamente i grandi attacchi nell'area industriale di Stalingrado.

### Novembre

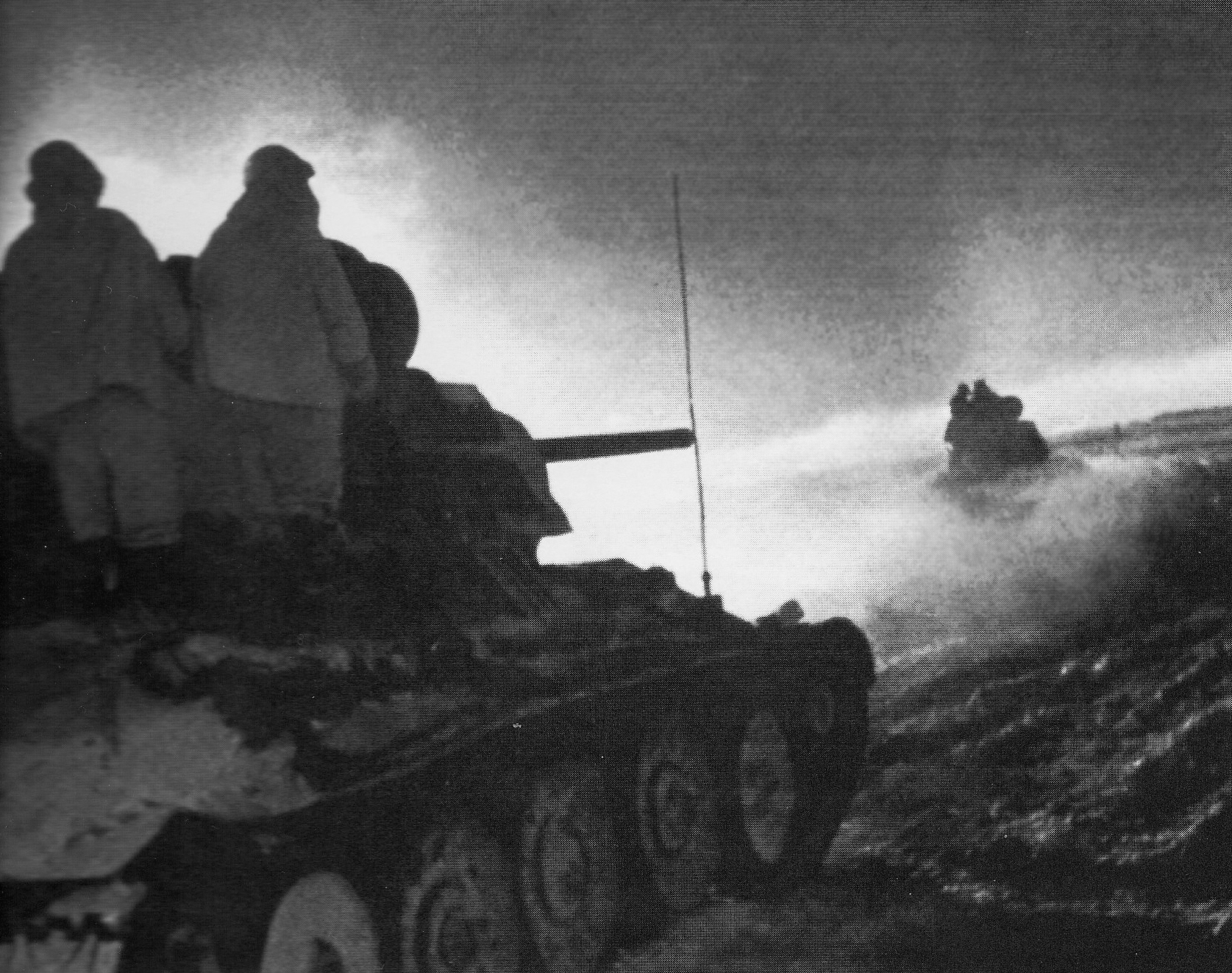
I carri armati dell'Armata Rossa avanzano nella neve durante la grande offensiva sul fronte di Stalingrado.

- 3 novembre - Seconda battaglia di El Alamein: Rommel ordina il ripiegamento delle truppe superstiti verso il confine egiziano-libico, poi lo attraversa e si stabilisce in Cirenaica.
- 7 novembre - Stalin, nel discorso per l'anniversario della Rivoluzione d'ottobre, afferma che l'andamento della guerra sta per cambiare a favore dell'Unione Sovietica
- 8 novembre - Operazione Torch: truppe americane sbarcano in Marocco e Algeria. In risposta, truppe italo-tedesche occupano la Tunisia francese.
- 8 novembre - Discorso di Adolf Hitler a Monaco: il Führer minimizza i successi degli Alleati in Africa e proclama la sicura vittoria finale a Stalingrado.
- 10 novembre - Operazione Anton: la Wehrmacht invade la Francia di Vichy dopo la firma dell'armistizio da parte dell'ammiraglio François Darlan con gli alleati nel Nordafrica.
- 11 novembre - Battaglia di Stalingrado: fallisce l'ultimo attacco della sesta armata tedesca nelle rovine della città sul Volga.
- 12 novembre-15 novembre - Inizia la battaglia navale di Guadalcanal tra le forze americane e quelle giapponesi.
- 19 novembre - Battaglia di Stalingrado: le forze corazzate sovietiche dei generali Georgij Žukov e Aleksandr Vasilevskij lanciano l'operazione Urano, la grande offensiva generale dell'Armata Rossa sul fronte del Don e del Volga.
- 20 novembre - Bengasi cade in mani britanniche.
- 23 novembre - Battaglia di Stalingrado: le colonne corazzate dell'Armata Rossa completano con pieno successo l'operazione Urano e, dopo essersi ricongiunte a Kalač, circondano le venti divisioni tedesche della 6. Armee in una grande sacca sul fronte di Stalingrado.
- 24 novembre - Hitler ordina al generale Paulus di organizzare la sacca di Stalingrado con le truppe accerchiate, resistere a tutti i costi e attendere l'arrivo di soccorsi.
- 27 novembre - A Tolone, la flotta francese autoaffonda le proprie navi e sottomarini per non farle cadere in mano tedesca.

### Dicembre
- 4 dicembre - Napoli: primo bombardamento americano sul territorio italiano.
- 5 dicembre - In Tunisia, le forze tedesche sconfiggono gli anglo-americani nella battaglia di Tebourba e bloccano l'avanzata nemica su Tunisi
- 12 dicembre - Battaglia di Stalingrado: i tedeschi sferrano l'operazione Tempesta Invernale per cercare di accorrere in aiuto della 6. Armee accerchiata.
- 16 dicembre - Operazione Piccolo Saturno: l'Armata Rossa attacca sul Don il settore tenuto dall'8ª Armata italiana; iniziano la disfatta e la ritirata delle truppe italiane.
- 19-21 dicembre - Battaglia di Stalingrado: i sovietici arrestano l'avanzata delle truppe tedesche di soccorso verso la sacca di Stalingrado; fallimento dell'operazione Tempesta Invernale.
- 23-25 dicembre - Battaglia di Stalingrado: offensiva dell'Armata Rossa in direzione di Kotel'nikovo, i tedeschi sono costretti alla ritirata rinunciando ai tentativi di sbloccare la 6. Armee accerchiata.
- 25 dicembre - Operazione Piccolo Saturno: i carri armati sovietici occupano di sorpresa l'aeroporto di Tacinskaja, da dove partono gli aerei da trasporto tedeschi che riforniscono la sacca di Stalingrado.
- 29 dicembre - Battaglia di Stalingrado: i sovietici raggiungono Kotel'nikovo.
- 30 dicembre - I tedeschi iniziano la ritirata dal Caucaso.